# Lockheed C-141 Starlifter
O Lockheed C-141 Starlifter foi um avião de transporte militar estratégico que ficou a serviço da Força Aérea Americana. Introduzido no lugar do lento Douglas C-124 Globemaster II.
O C-141 foi desenvolvido em 1960 e fez o primeiro voo em 1963. A entrega dos 285 aviões iniciais começou em 1965, sendo 284 para o Comando Militar da Aeronáutica e um modificado para a NASA, chamado Kuiper Airborne Observatory.
As aeronaves ficaram quase 40 anos em serviço para a USAF até seram trocadas em 5 de maio de 2006 para o moderno C-17 Globemaster III.
|  |  |